# Stefan Vögel
Stefan Vögel (* 1969 in Bludenz) ist ein österreichischer Theaterautor und Kabarettist.

## Leben
Nach dem Studium der Wirtschaftsinformatik an der Universität Zürich wandte er sich dem Theater zu. Seit 1993 ist er als Autor und Schauspieler tätig. Erste Erfolge feierte er mit seinem in Mundart verfassten Kabarettstück Grüß Gott in Voradelberg, das als Buch erschienen ist und in mehreren Fortsetzungen zu einem erfolgreichen Vorarlberger Bühnenstück wurde. Sein Stück Schaffa, schaffa Hüsle baua erlebte über 120 Aufführungen.
Seine Komödie Arthur & Claire wurde 2017 von Miguel Alexandre mit Josef Hader als Arthur und Hannah Hoekstra als Claire verfilmt. 2019 entstand unter der Regie von Michael Kreihsl die Verfilmung des Stückes Die Niere unter dem Titel Risiken und Nebenwirkungen.

## Werke (Auswahl)
Stücke, die in Stuttgart, München, Wien, Hamburg, Berlin, Frankfurt am Main, Dresden, Düsseldorf, Würzburg, Salzburg, Bregenz, Kortsch und Sofia aufgeführt worden sind:
- Eine gute Partie (2002)
- Global Player
- Süßer die Glocken (2003)
- Die süßesten Früchte (2004)
- Ritter Ludwig/In alter Frische
- Alles für Mama
- Altweiberfrühling (nach dem Drehbuch des Films Die Herbstzeitlosen)
- Achtung Deutsch!
- Deutsch um jeden Preis
- Bella Donna (am 5. Oktober 2012 führte die Niederdeutsche Bühne Neumünster das Stück als niederdeutsche Erstaufführung auf)
- Alle ausser mir
- Zwei Vier Sex
- Arthur & Claire
- Freundschaftsspiel
- Verliebt, Verlobt, Verschwunden. One-wooman-revue[1]
- Romys Pool (2013)
- Morbus Facebook (2014)
- Die Niere (2018)
- Von wegen Mariandl! (2023), Auftragswerk der Wachaufestspiele Weißenkirchen unter Marcus Strahl[2]

## Rezeption
Die Welt schrieb: Es gibt ihn tatsächlich! Den jungen, deutschsprachigen Komödienschreiber, der alle dramaturgischen, psychologischen und komödiantischen Regeln beherrscht. Am Ohnsorg-Theater haben wir ihn jetzt kennen gelernt: Stefan Vögel (...) ist ein Ass in der pointierten Dialogführung ohne billigen Jokus. „Een gode Partie“ heißt sein aus Witz und Weisheit gewirktes Werk.

## Auszeichnungen
- 2005: (zusammen mit seinen Partnern) Businessplan-Wettbewerb des Fürstentums Liechtenstein
- 2005: Dramatikerpreis der Literar-Mechana Wien
- 2014: Monica-Bleibtreu-Preis (mit Achtung Deutsch in einer Inszenierung des Contra Kreis Theater Bonn)

## Filmografie (Auswahl)
- 2017: Arthur & Claire
- 2020: Vier Saiten